# Ivonne Keller

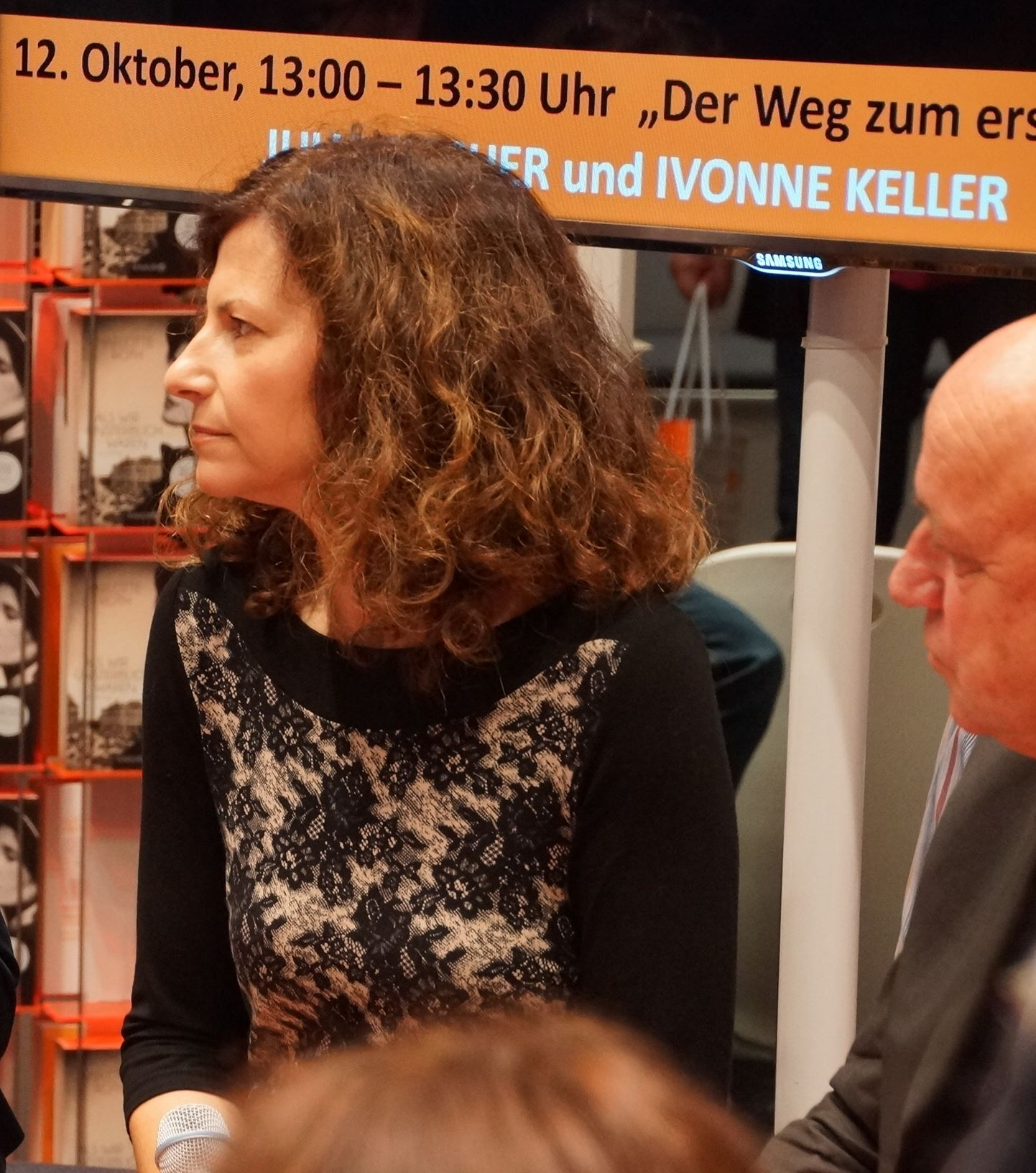
Ivonne Keller auf der Frankfurter Buchmesse 2014

Ivonne Keller, Pseudonyme Alice Golding und Stina Jensen (* 1970 bei Frankfurt am Main) ist eine deutsche Romanautorin.

## Leben und Wirken
Ivonne Keller wuchs in Hessen auf, interessierte sich schon während der Schulzeit für englischsprachige Literatur und lernte später während eines Auslandsstudiums im andalusischen Granada Spanisch. Sie lebt mit ihrem Mann und drei Söhnen in Dortelweil in der Nähe von Frankfurt am Main.
Ihr Debüt-Roman Hirngespenster wurde im April 2012 auf der E-Book-Self-Publishing-Plattform Neobooks unter die Top 10 des laufenden Wettbewerbs gewählt. Er wurde zur Veröffentlichung als E-Book ausgewählt und war am 1. Dezember 2012 erhältlich. Weitere eineinhalb Jahre später, am 1. September 2014, erschien die Taschenbuchausgabe.
Seit 2016 veröffentlicht sie hauptsächlich unter ihrem Pseudonym Stina Jensen.

## Werke

### Romane und Veröffentlichungen
- 2012 Von abgeknickten Ohren und anderen Ungerechtigkeiten: Zwillingsgeschichten und -gedichte (Anthologie), Oberglatt: Twinmedia Verlag. ISBN 978-3-906017-09-9
- 2012 Von der Zeit (Anthologie), Weiden: Wendepunkt Verlag. ISBN 978-3-942688-42-0
- 2013 Bevor ich mich hinlege: Drei Frauengeschichten (Kurzgeschichten), München: neobooks. ISBN 978-3-8476-2634-3
- 2013 Stadt, Land, Lust: Romantische Geschichten zwischen Alpenrand und Waterkant (Anthologie), München: Knaur E-Book. ISBN 978-3-426-43072-9
- 2013 Die Letzte macht das Licht aus (Anthologie), Aarbergen: ViaTerra. ISBN 978-3-941970-09-0
- 2013 Liebe hoch 5 (Anthologie), Hennef: CreateSpace. ISBN 978-1-4942-2468-4
- 2014 Diagnose Mord (Anthologie), Zwickau: Buchvolkverlag. ISBN 978-3-944581-01-9
- 2014 Hirngespenster (Roman), München: Knaur. ISBN 978-3-426-51549-5
- 2014 Tödliche Türchen (Anthologie), Ingelheim: Leinpfad Verlag. ISBN 978-3-942291-81-1
- 2015 Lügentanz (Roman), München: Knaur. ISBN 978-3-426-51573-0
- 2016 Sonne, Mord und Meer (Anthologie), Karlsruhe: Der Kleine Buch Verlag. ISBN 978-3-7650-9113-1
- 2016 Hortus delicti (Anthologie), Mannheim: Wellhöfer Verlag. ISBN 978-3-95428-212-8
- 2016 Unglücksspiel (Roman), München: Knaur. ISBN 978-3-426-51883-0
- 2016 Plätzchen, Punsch und Psychokiller (Anthologie), München: Knaur. ISBN 978-3-426-51962-2
- 2017 Hessisch kriminelle Weihnacht (Anthologie), Mannheim: Wellhöfer Verlag. ISBN 978-3-95428-227-2
- 2018 Makronen, Mistel, Meuchelmord (Anthologie), München: Knaur. ISBN 978-3-426-52355-1
- 2019 Ein Viertelstündchen Frankfurt – Band 3 (Anthologie), Hamburg: Bedey Media. ISBN 978-3-948486-01-3
- 2019 Lametta, Lichter, Leichenschmaus (Anthologie), München: Knaur. ISBN 978-3-426-52481-7
- 2020 Banken, Bembel und Banditen (Anthologie), Meßkirch: Gmeiner-Verlag. ISBN 978-3-8392-2689-6
- 2021 In 18 Morden um die Welt (Anthologie), Ingelheim: Leinpfad Verlag. ISBN 978-3-945782-71-2
- 2021 Vater, Mutter, Kind   (Neuauflage von Unglücksspiel). ISBN 978-3-7534-0623-7
- 2021 Hirngespenster   (Neuauflage). ISBN 978-3-7534-1695-3
- 2021 Klirrende Stille   (Neuauflage von Lügentanz). ISBN 978-3-7543-2355-7
- 2022 Planvoll gescheitert (Anthologie), Leipzig: Adakia Verlag. ISBN 978-3-941935-85-3
- 2023 Jugendstil und Heinerblut (Anthologie), KBV Verlag. ISBN 978-3-954-41648-6

### Erschienen unter Stina Jensen
- 2018 Sommertraum mit Happy End (Roman). ISBN 978-3-7528-5160-1
- 2023 Stürmisch verliebt (Roman). ISBN 978-3-7579-1076-1

#### INSELFarben
- 2016 INSELblau   (Roman). ISBN 978-3-7380-7759-9
- 2016 INSELgrün   (Roman). ISBN 978-3-7380-9216-5
- 2017 INSELgelb   (Roman). ISBN 978-3-7427-9459-8
- 2017 INSELpink   (Roman). ISBN 978-3-7438-2089-0
- 2017 INSELgold   (Roman). ISBN 978-3-7438-3757-7
- 2019 INSELtürkis (Roman). ISBN 978-3-7394-5980-6
- 2020 INSELrot    (Roman). ISBN 978-3-7394-8620-8
- 2021 INSELhimmelblau    (Roman). ISBN 978-3-7534-9940-6

#### GIPFELFarben
- 2018 GIPFELblau   (Roman). ISBN 978-3-7394-2284-8
- 2018 GIPFELgold   (Roman). ISBN 978-3-7394-3457-5
- 2019 GIPFELrot    (Roman). ISBN 978-3-7394-4503-8
- 2020 GIPFELpink   (Roman). ISBN 978-3-7521-0374-8
- 2022 GIPFELglühen (Roman). ISBN 978-3-7562-0116-7

#### Levke Sönkamp Reihe
- 2024 Möwentrauer   (Neuauflage von Playa de Palma: abgrundtief). ISBN 978-3-7546-7932-6
- 2024 Möwenschuld   (Neuauflage von Serra de Tramuntana: blutrot). ISBN 978-3-7546-3354-0
- 2024 Möwenzorn   (Roman). ISBN 978-3-7592-0514-8

#### Winterknistern
- 2017 Plätzchen, Tee und Winterwünsche (Roman). ISBN 978-3-7438-4014-0
- 2018 Misteln, Schnee und Winterwunder (Roman). ISBN 978-3-7394-3312-7
- 2019 Sterne, Zimt und Winterträume    (Roman). ISBN 978-3-7394-7199-0
- 2020 Muscheln, Gold & Winterglück     (Roman). ISBN 978-3-7526-7096-7
- 2021 Vanille, Punsch & Winterzauber   (Roman). ISBN 978-3-7557-1415-6
- 2022 Mondschein, Flan & Winterherzen   (Roman). ISBN 978-3-7546-8681-2
- 2023 Engel, Blues & Winterfunkeln   (Roman). ISBN 978-3-757-96746-8

### Erschienen unter Alice Golding
- 2015 Das Glück und andere besorgniserregende Ereignisse (Kurzgeschichtensammlung). ISBN 978-3-7380-4186-6
- 2016 Kinder, Koks und Limonade  (Roman). ISBN 978-3-7380-6173-4

### Hörbücher
- 2013 Stadt, Land, Lust: die Gewinnergeschichten des Schreibwettbewerbs „Stadt, Land, Lust“ (Tonträger), München: Audio Media. ISBN 978-3-86804-327-3
- 2023 Vater, Mutter, Kind, gesprochen von Silke Buchholz. Stuttgart: DIGITAL PUBLISHERS GmbH. ISBN 978-3-9877805-3-0
- 2023 Hirngespenster, gesprochen von Nora Jokhosha. Stuttgart: DIGITAL PUBLISHERS GmbH. ISBN 978-3-9877805-5-4
- 2023 Klirrende Stille, gesprochen von Silke Buchholz. Stuttgart: DIGITAL PUBLISHERS GmbH. ISBN 978-3-9877805-2-3
- 2023 INSELblau, gesprochen von Annika Foot. Hamburg: audioparadies Verlag. ISBN 978-3-98747-160-5
- 2023 INSELgrün, gesprochen von Annika Foot. Hamburg: audioparadies Verlag. ISBN 978-3-98747-162-9
- 2023 INSELgelb, gesprochen von Annika Foot. Hamburg: audioparadies Verlag. ISBN 978-3-98747-163-6
- 2023 Stürmisch verliebt, gesprochen von Marylu-Saskia Poolman. München: USM Audio. ISBN 978-3-9610-2252-6
- 2023 Plätzchen, Tee und Winterwünsche, gesprochen von Nina-Carissima Schönrock. Stuttgart: dp audiobooks. ISBN 978-3-98778-046-2
- 2023 Misteln, Schnee und Winterwunder, gesprochen von Cornelia Waibel. Stuttgart: dp audiobooks. ISBN 978-3-98778-047-9
- 2023 Sterne, Zimt und Winterträume, gesprochen von Sabine Menne. Stuttgart: dp audiobooks. ISBN 978-3-98778-050-9
- 2024 Möwentrauer, gesprochen von Dagmar Bittner. München: USM Audio. ISBN 978-3-8032-8718-2
- 2024 Möwenschuld, gesprochen von Dagmar Bittner. München: USM Audio. ISBN 978-3-8032-8719-9
- 2024 Möwenzorn, gesprochen von Dagmar Bittner. München: USM Audio. ISBN 978-3-8032-8720-5